# 姚凤林
姚凤林，原名谭文学（1907年10月—1997年12月24日），陕西省留坝县人，夫人弓蕴武（弓仲韬二妹，1912年出生）。1907年10月出生，1933年参加中国工农红军，1934年加入中国共产党。历任学员、教员、参谋、连长、副营长、作战股长、团参谋长，衡水分区参谋长、团长，1945年任八路军冀南军区第11军分区参谋长。解放后任河北省军区通县军分区副司令员，1970年4月至1978年8月任河北省军区邯郸军分区原副司令员。1997年12月24日因病医治无效，在北京逝世，享年90岁。
红军时期：
姚凤林于1933年3月在江西广昌县加入中国工农红军，在瑞金红军学校学习，1934年加入中国共产党，任工人师（二十三师）教导队教员。1935年6月任红31军273团团部轻机枪教员，12月任红31军91师师部参谋，1937年4月任重机枪连连长。在长征途中掩护中央军委横渡金沙江。三次走过草地。参加大小战斗无数。
抗日战争时期：
1938年2月任八路军129师771团连长，作战参谋，副营长。1939年7月任八路军冀南（东进纵队）五支队作战股长，第三团团参谋长。参加了著名的百团大战。1942年8月到太行山抗大总校上干科作为学员学习，1943年4月任陕北绥德抗大二中队中队长，8月前往中央党校学习。
解放战争时期：
1945年10月任八路军冀南（衡水）十一分区参谋长，独立团团长，军区司令部巡视组组长。1948年7月任晋冀鲁豫十四纵解放大队大队长，10月华北70军辅训团团长。
建国后：
1949年7月至50年在华北军区招待所和北京陆军总院养病。1955年任河北军区通县分区副司令员，58年11月任河北军区邯郸军分区副司令员。授予三级八一勋章，二级独立自由勋章，三级解放勋章，北京军区行政十一级干部。1964年离休。军职。1988年授予二级红星勋章。1997年在北京逝世。
参考来源：姚凤林生平与悼词，1998年